# László Cs. Szabó
László Cs. Szabó (n. 11 noiembrie 1905, Budapesta, Austro-Ungaria – d. 27 septembrie 1984, Budapesta, Republica Populară Ungară) a fost un scriitor maghiar.